# 박명철 (1932년)
박명철(朴明喆, 1932년 ~ )은 경상남도 충무 출신으로, 제6대 대한민국 병무청장으로 재직하였다.

## 약력
- 포병 간부 18기 소위 임관(1952년)
- 사단장
- 군단장
- 육군본부 인사참모부장
- 육군본부 참모차장
- 예비역 육군 중장
- 갑종 장교전우회 고문